# Autorretrato (Andrea del Sarto)
Autorretrato é um afresco separado sobre um painel de madeira medindo 51,5 x 37,54 cm, de Andrea del Sarto, realizado por volta de 1528 e preservado no Corredor Vasari da Galeria Uffizi, em Florença.
O termo "autorretrato" é um tanto quanto impróprio para tais tipos de produções artísticas desta época onde o autor é o próprio objeto da obra até muito pouco tempo atrás. O termo "autorretrato" só passou a existir no fim do século XIX. Se alguém, até então, quisesse falar de uma obra artística onde o autor era o próprio objeto retratado diria: "o retrato de (...) realizado por si mesmo". E a autorretratística só aflorou como um campo autônomo no final do século XX.